# Norvég vajválság
A norvég vajválság 2011-ben kezdődött, amikor súlyos vajhiány keletkezett Norvégiában, melynek nyomán drámaian megnövekedett a vaj ára. Az élelmiszerboltokban rendszerint az áruszállítást követően perceken belül elfogyott a vaj. A vajhiány olyannyira heves félelmet keltett a norvégiai fogyasztók körében, hogy a BT című dán bulvárlap tréfálkozva megjegyezte, kitört a „vajpánik” Norvégiában.

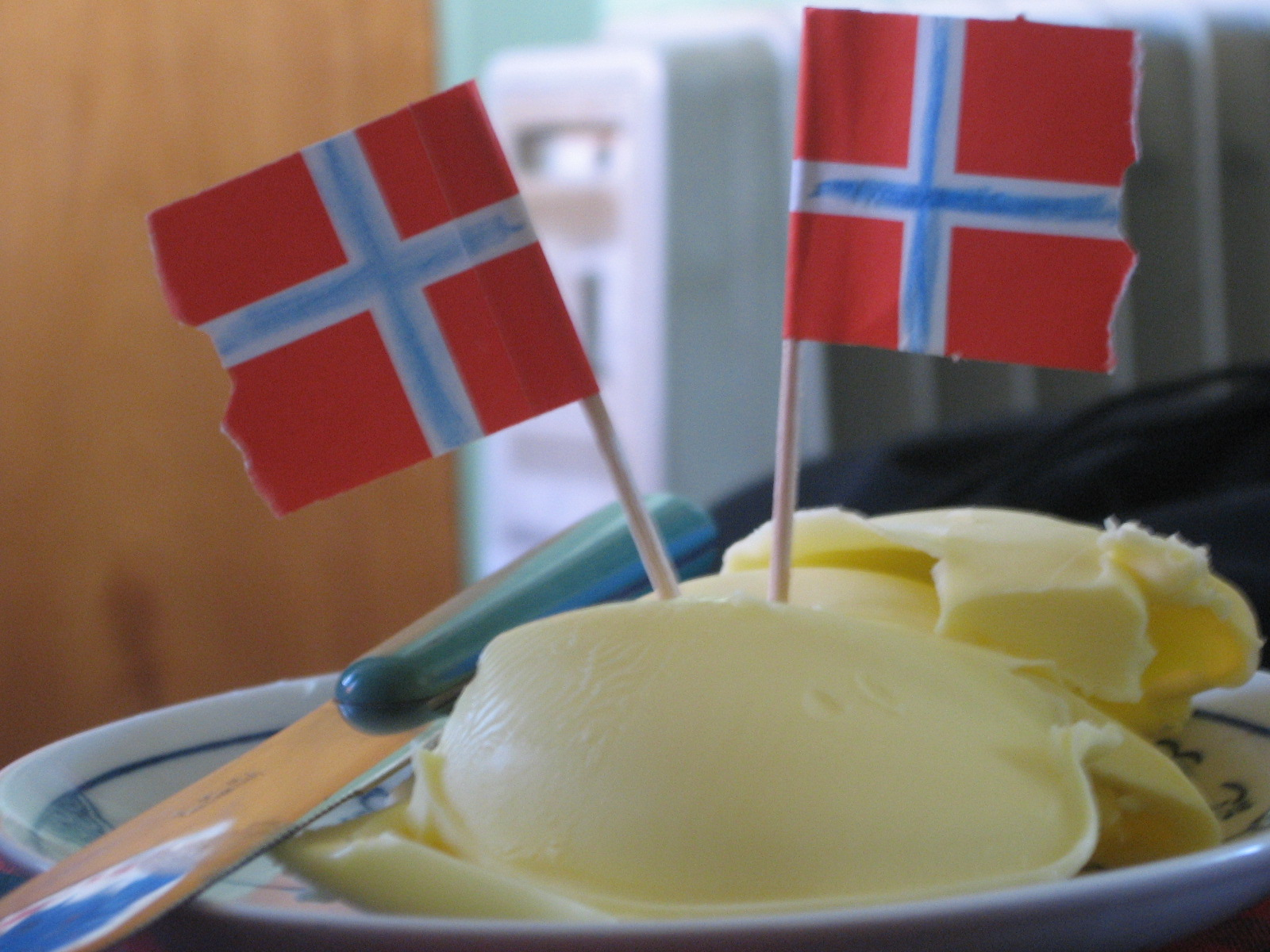
Norvég termelésű vaj

## Előzményei
Norvégiában igen népszerű termék a vaj, mely rendkívül fontos eleme a hagyományos ünnepi étkezésnek, kiváltképpen alacsony szénhidráttartalmú, zsírban gazdag étrend keretében. 2011 nyarán a szokásosnál nagyobb mennyiségű csapadék esett Norvégiában. Ennek hatására körülbelül 20 000 000 literrel csökkent a tejtermelés, és kezdetét vette a vajárinfláció Norvégiában. Ezzel egyidejűleg fokozatosan több norvég fogyasztó tartott igényt vajra – 2011 októberében 20%-kal, novemberében 30%-kal nőtt a norvégiai vajértékesítés. Így 2011 decemberére egyetlen 250 grammos Lurpak külföldről behozott vaj 300 norvég koronába (majdhogynem 10 000 forintba) került. Ekkor a norvég tejipar úgy becsülte, hogy körülbelül 500-1000 tonnás a vajhiány.
A vaj szűke folytatódott az importárura kirótt, a belföldi tejipar oltalmazása végett kivetett magas vámilletékből kifolyólag, ugyanis ennek következményeként a belföldi termelők tudhatják magukénak a norvégiai vajtermékpiac zömét.  A norvég vaj akkoriban csaknem 90%-át előállító Tine szövetkezet és egyben tejtermékpiac-szabályozásért felelős szerv inadekvát válságkezelését hibáztatta számos termelő, mondván, hogy nem adott kellő tájékoztatást a megnövekedett termelési keretről. A szövetkezet exporttal kapcsolatos döntéseit is okolták egyes elemzők a krízishelyzet kialakulásáért.

## Reakciók
A Tinét ért kritika okán felhívta a szövetkezet a norvég kormányzatot, hogy csökkentse a vámot a norvégiai vajkereslet külföldi vajáruval való, megfizethető áron történő kielégítése érdekében. A kormány teljesítette a kérést, 80%-kal mérsékelte a vámilletéket: kilogrammonként 4 norvég koronára szállította le. A Tine szóvivője azonban úgy nyilatkozott, hogy az intézkedés nem eredményez nagyságrendileg hangsúlyos változást a vajkészletet illetően 2012 januárjáig.

## Utóhatás
A norvég kereskedők hozzávetőlegesen 43 millió norvég koronát buktak a válság következményeképp. A Haladás Párt megkövetelte a Tinétől, hogy nyújtson kárpótlást az élelmiszerárusoknak.